# Ship of Fools (novela)
Ship of Fools es una novela original de Dave Stone de la arqueóloga ficticia Bernice Summerfield (ISBN 0-426-20510-3). New Adventures fue un derivado de la serie de televisión británica de ciencia ficción Doctor Who.

## Argumento
Cuando Krytell Industries le ofreció a Benny un trabajo pequeño, un poco dudoso y no oficial a bordo del majestuoso crucero espacial, el Titanian Queen, aprovechó la oportunidad. Después de todo, con una cuenta de gastos ilimitada, un guardarropa completamente nuevo y más cadenas de perlas y otras joyas de las que podrías agitar con un palo Art Deco, ¿qué más podría querer una chica pobre?
Ahora, los desafortunados aunque notablemente merecedores pasajeros del Titanian Queen están cayendo como moscas. ¿Son las muertes obra del misterioso criminal conocido como Cat's Paw? ¿O está involucrado de alguna manera el súper rico empresario Krytell? ¿Y el gran detective, Emil Dupont, finalmente dejará de hacer las cosas completamente mal y lo resolverá todo a tiempo para el té y los muffins?
Pase lo que pase, será mejor que Benny descubra la verdad por sí misma y la descubra pronto. Antes de que, de repente, se encuentre con otra estadística criminal muy deplorable.